# 格雷特島
51°57′45″S 59°41′46″W / 51.96250°S 59.69611°W
格雷特島是英國海外領土福克蘭群島的島嶼，位於大馬爾維納島和索萊達島之間的聖卡洛斯海峽，長6.5公里、寬4公里，面積13平方公里，島上無人居住。